# Neaylax salviae
Neaylax salviae är en stekelart som först beskrevs av Giraud 1859.  Neaylax salviae ingår i släktet Neaylax och familjen gallsteklar. Inga underarter finns listade i Catalogue of Life.